# World Team Cup 2009
La World Team Cup 2009 est la 32e édition de l'épreuve. Huit pays participent à la phase finale. Le tournoi, qui commence le 17 mai 2009 au Rochusclub, se déroule à Düsseldorf, en Allemagne .

## Faits marquants
L'édition 2009 voit la Serbie remporter le trophée de la World Team Cup pour la 1re fois.

## Matchs de poule
L'équipe en tête de chaque poule se voit qualifiée pour la finale.

### Groupe Bleu
| Argentine - Juan Martín del Potro - Juan Mónaco - Máximo González | Italie - Simone Bolelli - Andreas Seppi - Francesco Piccari | Russie - Evgeny Korolev - Stanislav Vovk - Igor Andreev | Serbie - Janko Tipsarević - Viktor Troicki - Nenad Zimonjić |

#### Classements
| # | Équipe victorieuse | Adversaire | Score |
| 1 | Italie             | Russie     | 2 - 1 |
| 2 | Serbie             | Argentine  | 2 - 1 |
| 3 | Argentine          | Italie     | 3 - 0 |
| 4 | Serbie             | Russie     | 3 - 0 |
| 5 | Argentine          | Russie     | 3 - 0 |
| 6 | Serbie             | Italie     | 2 - 1 |

| #   | Pays      | Points | Matchs | Sets   |
| --- | --------- | ------ | ------ | ------ |
| 1re | Serbie    | 3 - 0  | 7 - 2  | 14 - 5 |
| 2e  | Argentine | 2 - 1  | 7 - 2  | 13 - 6 |
| 3e  | Italie    | 1 - 2  | 3 - 6  | 7 - 13 |
| 4e  | Russie    | 0 - 3  | 1 - 8  | 4 - 14 |

#### Matchs détaillés
|  | Équipe 1 | Score | Équipe 2 |  |
|  | Italie   | 2 – 1 | Russie   |  |

| Ordre des matchs | Joueurs         | Points au premier set | Points au second set | Points au troisième set |
| ---------------- | --------------- | --------------------- | -------------------- | ----------------------- |
| 1                | Simone Bolelli  | 7                     | 6                    |                         |
| 1                | Stanislav Vovk  | 61                    | 2                    |                         |
|                  |                 |                       |                      |                         |
| 2                | Andreas Seppi   | 4                     | 4                    |                         |
| 2                | Evgeny Korolev  | 6                     | 6                    |                         |
|                  |                 |                       |                      |                         |
| 3                | Bolelli - Seppi | 64                    | 6                    | 10                      |
| 3                | Korolev - Vovk  | 7                     | 3                    | 4                       |

|  | Équipe 1 | Score | Équipe 2  |  |
|  | Serbie   | 2 – 1 | Argentine |  |

| Ordre des matchs | Joueurs            | Points au premier set | Points au second set | Points au troisième set |
| ---------------- | ------------------ | --------------------- | -------------------- | ----------------------- |
| 1                | Viktor Troicki     | 6                     | 6                    |                         |
| 1                | Máximo González    | 4                     | 1                    |                         |
|                  |                    |                       |                      |                         |
| 2                | Janko Tipsarević   | 4                     | 68                   |                         |
| 2                | Juan Mónaco        | 6                     | 7                    |                         |
|                  |                    |                       |                      |                         |
| 3                | Troicki - Zimonjić | 4                     | 7                    | 10                      |
| 3                | del Potro - Mónaco | 6                     | 64                   | 8                       |

|  | Équipe 1  | Score | Équipe 2 |  |
|  | Argentine | 3 – 0 | Italie   |  |

| Ordre des matchs | Joueurs               | Points au premier set | Points au second set | Points au troisième set |
| ---------------- | --------------------- | --------------------- | -------------------- | ----------------------- |
| 1                | Máximo González       | 6                     | 5                    | 6                       |
| 1                | Simone Bolelli        | 3                     | 7                    | 4                       |
|                  |                       |                       |                      |                         |
| 2                | Juan Martín del Potro | 6                     | 6                    |                         |
| 2                | Andreas Seppi         | 3                     | 4                    |                         |
|                  |                       |                       |                      |                         |
| 3 (sans enjeu)   | del Potro - Mónaco    | 6                     | 6                    |                         |
| 3 (sans enjeu)   | Piccari - Seppi       | 2                     | 3                    |                         |

|  | Équipe 1 | Score | Équipe 2 |  |
|  | Serbie   | 3 – 0 | Russie   |  |

| Ordre des matchs | Joueurs            | Points au premier set | Points au second set | Points au troisième set |
| ---------------- | ------------------ | --------------------- | -------------------- | ----------------------- |
| 1                | Janko Tipsarević   | 6                     | 6                    |                         |
| 1                | Stanislav Vovk     | 2                     | 4                    |                         |
|                  |                    |                       |                      |                         |
| 2                | Viktor Troicki     | 6                     | 6                    |                         |
| 2                | Evgeny Korolev     | 2                     | 2                    |                         |
|                  |                    |                       |                      |                         |
| 3 (sans enjeu)   | Troicki - Zimonjić | 6                     | 6                    |                         |
| 3 (sans enjeu)   | Korolev - Vovk     | 1                     | 1                    |                         |

|  | Équipe 1  | Score | Équipe 2 |  |
|  | Argentine | 3 – 0 | Russie   |  |

| Ordre des matchs | Joueurs               | Points au premier set | Points au second set | Points au troisième set |
| ---------------- | --------------------- | --------------------- | -------------------- | ----------------------- |
| 1                | Máximo González       | 6                     | 3                    | 6                       |
| 1                | Evgeny Korolev        | 3                     | 6                    | 3                       |
|                  |                       |                       |                      |                         |
| 2                | Juan Martín del Potro | 6                     | 7                    |                         |
| 2                | Igor Andreev          | 3                     | 63                   |                         |
|                  |                       |                       |                      |                         |
| 3 (sans enjeu)   | del Potro - Mónaco    | 2                     |                      |                         |
| 3 (sans enjeu)   | Korolev - Vovk        | 2                     | ab.                  |                         |

|  | Équipe 1 | Score | Équipe 2 |  |
|  | Serbie   | 2 – 1 | Italie   |  |

| Ordre des matchs | Joueurs            | Points au premier set | Points au second set | Points au troisième set |
| ---------------- | ------------------ | --------------------- | -------------------- | ----------------------- |
| 1                | Viktor Troicki     | 1                     | 4                    |                         |
| 1                | Andreas Seppi      | 6                     | 6                    |                         |
|                  |                    |                       |                      |                         |
| 2                | Janko Tipsarević   | 6                     | 6                    |                         |
| 2                | Francesco Piccari  | 2                     | 3                    |                         |
|                  |                    |                       |                      |                         |
| 3                | Troicki - Zimonjić | 6                     | 7                    |                         |
| 3                | Piccari - Seppi    | 0                     | 65                   |                         |

### Groupe Rouge
| France - Gilles Simon - Jo-Wilfried Tsonga - Jérémy Chardy | Allemagne - Philipp Kohlschreiber - Rainer Schüttler - Nicolas Kiefer - Mischa Zverev | Suède - Robin Söderling - Andreas Vinciguerra - Robert Lindstedt | États-Unis - Robby Ginepri - Sam Querrey - Mardy Fish |

#### Classements
| # | Équipe victorieuse | Adversaire | Score |
| 1 | Suède              | France     | 2 - 1 |
| 2 | Allemagne          | États-Unis | 2 - 1 |
| 3 | Allemagne          | France     | 3 - 0 |
| 4 | Suède              | États-Unis | 2 - 1 |
| 5 | États-Unis         | France     | 2 - 1 |
| 6 | Allemagne          | Suède      | 2 - 1 |

| #   | Pays       | Points | Matchs | Sets    |
| --- | ---------- | ------ | ------ | ------- |
| 1re | Allemagne  | 3 - 0  | 7 - 2  | 15 - 8  |
| 2e  | Suède      | 2 - 1  | 5 - 4  | 13 - 10 |
| 3e  | États-Unis | 1 - 2  | 4 - 5  | 11 - 13 |
| 4e  | France     | 0 - 3  | 2 - 7  | 8 - 16  |

#### Matchs détaillés
|  | Équipe 1 | Score | Équipe 2 |  |
|  | Suède    | 2 – 1 | France   |  |

| Ordre des matchs | Joueurs               | Points au premier set | Points au second set | Points au troisième set |
| ---------------- | --------------------- | --------------------- | -------------------- | ----------------------- |
| 1                | Robin Söderling       | 4                     | 6                    | 6                       |
| 1                | Gilles Simon          | 6                     | 2                    | 0                       |
|                  |                       |                       |                      |                         |
| 2                | Andreas Vinciguerra   | 6                     | 3                    | 4                       |
| 2                | Jo-Wilfried Tsonga    | 4                     | 6                    | 6                       |
|                  |                       |                       |                      |                         |
| 3                | Lindstedt - Söderling | 6                     | 3                    | 10                      |
| 3                | Tsonga - Chardy       | 2                     | 6                    | 7                       |

|  | Équipe 1  | Score | Équipe 2   |  |
|  | Allemagne | 2 – 1 | États-Unis |  |

| Ordre des matchs | Joueurs               | Points au premier set | Points au second set | Points au troisième set |
| ---------------- | --------------------- | --------------------- | -------------------- | ----------------------- |
| 1                | Philipp Kohlschreiber | 65                    | 7                    | 6                       |
| 1                | Robby Ginepri         | 7                     | 64                   | 0                       |
|                  |                       |                       |                      |                         |
| 2                | Rainer Schüttler      | 6                     | 4                    | 2                       |
| 2                | Sam Querrey           | 2                     | 6                    | 6                       |
|                  |                       |                       |                      |                         |
| 3                | Kiefer - Zverev       | 4                     | 6                    | 10                      |
| 3                | Fish - Querrey        | 6                     | 4                    | 1                       |

|  | Équipe 1  | Score | Équipe 2 |  |
|  | Allemagne | 3 – 0 | France   |  |

| Ordre des matchs | Joueurs               | Points au premier set | Points au second set | Points au troisième set |
| ---------------- | --------------------- | --------------------- | -------------------- | ----------------------- |
| 1                | Philipp Kohlschreiber | 62                    | 6                    | 6                       |
| 1                | Jo-Wilfried Tsonga    | 7                     | 3                    | 3                       |
|                  |                       |                       |                      |                         |
| 2                | Rainer Schüttler      | 6                     | 6                    |                         |
| 2                | Gilles Simon          | 4                     | 4                    |                         |
|                  |                       |                       |                      |                         |
| 3 (sans enjeu)   | Kiefer - Zverev       | 6                     | 6                    |                         |
| 3 (sans enjeu)   | Tsonga - Chardy       | 0                     | 4                    |                         |

|  | Équipe 1 | Score | Équipe 2   |  |
|  | Suède    | 2 – 1 | États-Unis |  |

| Ordre des matchs | Joueurs               | Points au premier set | Points au second set | Points au troisième set |
| ---------------- | --------------------- | --------------------- | -------------------- | ----------------------- |
| 1                | Robin Söderling       | 6                     | 6                    |                         |
| 1                | Sam Querrey           | 2                     | 2                    |                         |
|                  |                       |                       |                      |                         |
| 2                | Andreas Vinciguerra   | 7                     | 6                    |                         |
| 2                | Robby Ginepri         | 5                     | 4                    |                         |
|                  |                       |                       |                      |                         |
| 3 (sans enjeu)   | Lindstedt - Söderling | 6                     | 2                    | 3                       |
| 3 (sans enjeu)   | Fish - Querrey        | 2                     | 6                    | 10                      |

|  | Équipe 1   | Score | Équipe 2 |  |
|  | États-Unis | 2 – 1 | France   |  |

| Ordre des matchs | Joueurs            | Points au premier set | Points au second set | Points au troisième set |
| ---------------- | ------------------ | --------------------- | -------------------- | ----------------------- |
| 1                | Sam Querrey        | 7                     | 6                    |                         |
| 1                | Gilles Simon       | 5                     | 3                    |                         |
|                  |                    |                       |                      |                         |
| 2                | Robby Ginepri      | 6                     | 2                    | 4                       |
| 2                | Jo-Wilfried Tsonga | 3                     | 6                    | 6                       |
|                  |                    |                       |                      |                         |
| 3                | Fish - Querrey     | 2                     | 6                    | 10                      |
| 3                | Tsonga - Chardy    | 6                     | 4                    | 7                       |

|  | Équipe 1  | Score | Équipe 2 |  |
|  | Allemagne | 2 – 1 | Suède    |  |

| Ordre des matchs | Joueurs               | Points au premier set | Points au second set | Points au troisième set |
| ---------------- | --------------------- | --------------------- | -------------------- | ----------------------- |
| 1                | Philipp Kohlschreiber | 6                     | 6                    |                         |
| 1                | Andreas Vinciguerra   | 1                     | 2                    |                         |
|                  |                       |                       |                      |                         |
| 2                | Rainer Schüttler      | 0                     | 0                    |                         |
| 2                | Robin Söderling       | 6                     | 6                    |                         |
|                  |                       |                       |                      |                         |
| 3                | Kiefer - Zverev       | 7                     | 4                    | 13                      |
| 3                | Lindstedt - Söderling | 64                    | 6                    | 11                      |

## Finale
La finale de la World Team Cup 2009 se joue entre la Serbie et l'Allemagne.
|  | Équipe 1 | Score | Équipe 2  |  |
|  | Serbie   | 2 – 1 | Allemagne |  |